# پنوموآنسفالوگرافی
پنوموآنسفالوگرافی (به اختصار PEG؛ همچنین به عنوان "مطالعه هوا" نیز نامیده می‌شود) یک روش پزشکی رایج بود که در آن بیشتر مایعات مغزی نخاعی (CSF) با استفاده از یک پونکسیون کمری از اطراف مغز تخلیه و با هوا، اکسیژن، یا هلیوم جایگزین می‌شدند. این عمل باعث می‌شد ساختار مغز در تصویر اشعه ایکس با وضوح بیشتری نمایش داده شود. این فرایند از ونتیکولوگرافی مشتق شده است. ونتیکولوگرافی روشی ابتدایی و قدیمیست که در آن هوا از طریق سوراخهایی که در جمجمه ایجاد شده، به بدن تزریق می‌شود.
این روش در سال ۱۹۱۹ توسط جراح مغز و اعصاب آمریکایی والتر دندی معرفی شد و تا اواخر دهه ۱۹۷۰ که با تکنیک‌های مدرن تصویربرداری عصبی پیچیده و کم تهاجم جایگزین شد، به‌طور گسترده‌ای مورد استفاده قرار گرفت.

## روش انجام
گرچه پنوموآنسفالوگرافی مهم‌ترین راه تشخیص محل ضایعات مغزی در زمان خود بود، با این وجود به دلیل شدت درد وارده به بیمار، به‌طور کلی توسط بیماران هوشیار چندان مورد استقبال قرار نمی‌گرفت. پنوموآنسفالوگرافی طیف وسیعی از عوارض جانبی را به همراه داشت، از جمله سردرد و استفراغ شدید، که اغلب تا مدت زیادی پس از انجام این روش هم با فرد باقی می‌ماندند. در طول مطالعه، کل بدن بیمار به موقعیت‌های مختلفی چرخانده می‌شود تا هوا بتواند مایع مغزی نخاعی را در نواحی مختلف سیستم بطن و اطراف مغز جابجا کند. بیمار به یک صندلی پشت باز، بسته می‌شود که اجازه می‌دهد سوزن نخاع، وارد بدن شود. در صورت بیهوش نبودن بیمار، این اتفاقات می‌تواند باعث ناراحتی و نارضایتی فرد شود. یک روش مرتبط، پنومومیلوگرافی است که در آن از گاز برای بررسی کانال نخاع استفاده می‌شود.

## محدودیت‌ها
پنوموآنسفالوگرافی از تصاویر ساده اشعه X استفاده می‌کند که برای تشخیص بافت‌های نرم مانند مغز کیفیت چندانی ندارند. علاوه بر این، تمام ساختارهای تصویربرداری شده بدن، روی هم قرار گرفته‌اند، که این امر امکان بررسی بخش‌های خاصی از بدن که مورد توجه هستند را دشوار می‌کند (برخلاف اسکنرهای مدرن که قادر به تولید برش‌های مجازی از بدن، از جمله بافت‌های نرم هستند). بنابراین، پنوموآنسفالوگرافی معمولاً ناهنجاری‌ها و عوامل غیر معمول در بدن را به‌طور مستقیم تصویر نمی‌کند، بلکه اثرات ثانویه آنها را نمایش می‌دهد. ساختار کلی مغز شامل شکاف‌ها و حفره‌هایی است که توسط CSF پر می‌شوند. هم مغز و هم CSF سیگنال‌های مشابهی را در تصویر اشعه ایکس تولید می‌کنند. با این حال، تخلیه CSF باعث افزایش کنتراست بین ماده مغز و شکافهای (اکنون تخلیه شده) داخل و اطراف آن می‌شود که به صورت سایه‌های تیره بر روی عکس اشعه X نشان داده می‌شوند. هدف از پنوموآنسفالوگرافی ترسیم این ساختارهای پر از هوای به وجود آورنده سایه است تا بتوان شکل و محل آنها را در بدن تعیین کرد. پس از این مرحله، یک رادیولوژیست باتجربه فیلم‌های اشعه ایکس را بررسی می‌کند تا متوجه شود آیا شکل یا محل این ساختارها به دلیل وجود انواع خاصی از ضایعات در بدن، مخدوش شده و تغییر شکل داده است یا خیر. این همچنین بدان معنی است که برای این که ضایعه ای در تصویر قابل مشاهده باشد، ضایعه باید یا در لبه ساختارها واقع شود یا اگر در جای دیگری از مغز قرار دارد، باید به اندازه کافی بزرگ باشد تا بتواند بافت‌های سالم اطراف را تا حدی تحت فشار قرار داده که باعث ایجاد تغییر در شکل حفره‌های پر از هوای موجود در فواصل دورتر شوند. (در نتیجه در این روش، تومورهای تشخیص داده شده از فواصل دوتر، احتمالاً تومورهای نسبتاً بزرگی هستند)
علیرغم فواید کلی این روش، پنوموآنسفالوگرافی قادر به تصویربرداری از بخشهای عمده ای از مغز و سایر ساختارهای سر نیست. این مشکل تا حدی با افزایش استفاده از آنژیوگرافی به عنوان یک ابزار تشخیصی مکمل جبران شده که اغلب در تلاش برای پی بردن به وضعیت آسیب‌شناسی غیر عصبی-عروقی از ویژگی‌های عروقی ثانویه آن است. این آزمایش اضافی هم، خصوصاً به دلیل تکنیک‌های ابتدایی کاتتریزاسیون و مواد حاجب زیان آور آن دوران، چندان کم خطر نبود. یکی دیگر از معایب پنوموآنسفالوگرافی این بود که خطرات و ناراحتی ناشی از این روش باعث می‌شد که امکان تکرار مطالعات وجود نداشته باشد و درنتیجه، ارزیابی پیشرفت بیماری با گذشت زمان، به کاری سخت تبدیل می‌شد.

## کاربرد کنونی
روش‌های تصویربرداری مدرن مانند MRI و CT، پنوموآنسفالوگرافی را منسوخ کرده است. استفاده بالینی گسترده از ابزارهای تشخیصی با استفاده از این فن آوری‌های مدرن از اواسط تا اواخر دهه ۱۹۷۰ آغاز شد. این تکنیک‌ها، نه تنها قادر به بررسی غیر تهاجمی تمام قسمتهای مغز و بافت‌های اطراف آن هستند، بلکه با انجام این کار با جزئیاتی بسیار بیشتر از آنچه در گذشته با اشعه ایکس ساده ممکن بود، در زمینه تصویربرداری عصبی انقلابی به پا کردند؛ بنابراین امکان مشاهده مستقیم و تعیین دقیق محل ناهنجاری‌های بافت‌های نرم موجود در جمجمه به وجود آمد. این موضوع باعث بهبود شایان توجه کیفیت نتایج آزمایش‌های بیماران، در عین کاهش ناراحتی و درد آنان شد. امروزه پنوموآنسفالوگرافی صرفاً در حوزه تحقیقات کاربرد دارد و در شرایط نادر مورد استفاده قرار می‌گیرد.